# Pjotr Bolotnikov
Pjotr Grigorevitsj Bolotnikov (Russisch: Пётр Григорьевич Болотников) (Zinovkino, 8 maart 1930 – 20 december 2013) was een Russische langeafstandsloper, die voor de Sovjet-Unie uitkwam en was gespecialiseerd in de 10.000 m. Hij was meervoudig Sovjet kampioen, olympisch kampioen en verbeterde tweemaal het wereldrecord op deze afstand.

## Loopbaan
Bolotnikov begon op twintigjarige leeftijd met atletiek, toen hij in het Rode leger zat. Hij was aangesloten bij VSS Spartak en werd getraind door Grigory Nikiforov. In 1957 werd hij voor de eerste maal Sovjet kampioen op de 10.000 m door op verrassende wijze Vladimir Koets te verslaan. Hij nam deel aan de Olympische Spelen van 1956 in Melbourne, maar zonder succes. Vier jaar later op de Spelen in Rome controleerde hij de 10.000-m-wedstrijd van het begin tot het eind en versloeg hierbij grote favorieten als de Oost-Duitser Hans Grodotzki en de Nieuw-Zeelander Murray Halberg met vijf seconden. Op 5 oktober datzelfde jaar verbeterde hij het wereldrecord op de 10.000 m met bijna twaalf seconden naar 28.18,8.
Twee weken voor de Europese kampioenschappen verbeterde Bolotnikov zijn eigen wereldrecord opnieuw met 0,6 seconden naar 28.18,2. Op de EK van 1962 in Belgrado maakte hij zijn favorietenrol waar en won de 10.000 m met een grote voorsprong. Op de 5000 m werd hij, in tegenstelling tot verwacht, slechts derde.
De Olympische Spelen van 1964 in Tokio verliepen voor hem teleurstellend. Een jaar later zette hij een punt achter zijn sportcarrière.

## Titels
- Olympisch kampioen 10.000 m - 1960
- Europees kampioen 10.000 m - 1962
- Sovjet-kampioen 5000 m - 1960, 1961, 1962
- Sovjet-kampioen 10.000 m - 1957, 1960, 1961, 1962, 1964
- Sovjet-kampioen veldlopen - 1958

## Wereldrecords
| Tijd    | Datum            | Plaats |
| ------- | ---------------- | ------ |
| 28.18,8 | 5 oktober 1960   | Kiev   |
| 28.18,2 | 11 augustus 1962 | Moskou |

## Palmares

### 5000 m
- 1960:  Sovjet-kamp. - 13.55,8
- 1961:  Sovjet-kamp. - 14.08,0
- 1962:  Sovjet-kamp. - 13.56,0
- 1962:  World Festival of Youth and Students te Helsinki - 13.50,6
- 1962:  EK - 14.02,6

### 10.000 m
- 1957:  World Festival of Youth and Students te Moskou - 29.14,6
- 1960:  Sovjet-kamp. - 29.16,6
- 1960:  OS - 28.32,2
- 1961:  Sovjet-kamp. - 29.24,8
- 1962:  Sovjet-kamp. - 28.18,2
- 1962:  EK - 28.54,0
- 1964:  Sovjet-kamp. - 28.39,6

## Onderscheidingen
- Sovjet Master of Sports - 1959

1912: Hannes Kolehmainen ·
1920: Paavo Nurmi ·
1924: Ville Ritola ·
1928: Paavo Nurmi ·
1932: Janusz Kusociński ·
1936: Ilmari Salminen ·
1948: Emil Zátopek ·
1952: Emil Zátopek ·
1956: Vladimir Koets ·
1960: Pjotr Bolotnikov ·
1964: Billy Mills ·
1968: Naftali Temu ·
1972: Lasse Virén ·
1976: Lasse Virén ·
1980: Miruts Yifter ·
1984: Alberto Cova ·
1988: Brahim Boutayeb ·
1992: Khalid Skah ·
1996: Haile Gebrselassie ·
2000: Haile Gebrselassie ·
2004: Kenenisa Bekele ·
2008: Kenenisa Bekele ·
2012: Mo Farah ·
2016: Mo Farah ·
2020: Selemon Barega ·
2024: Joshua Cheptegei